# Bo Siesjö
Bo Knutsson Siesjö, född 8 januari 1930 i Ljusdals församling, Gävleborgs län, död 27 juni 2013 i Lund, var en svensk läkare. Han var far till Peter och Björn Siesjö.
Siesjö, som var son till vägmästare Knut Siesjö och Lisa Svensson, avlade studentexamen i Norrköping 1951, blev medicine kandidat vid Lunds universitet 1954, medicine licentiat 1958 samt medicine doktor och docent vid Lunds universitet 1962. Han var amanuens på fysiologiska institutionen i Lund 1958–1959, klinisk amanuens på klinisk kemiska institutionen i Lund 1960–1961, forskarassistent på neurokirurgiska kliniken i Lund 1961–1967, forskningsläkare vid Statens medicinska forskningsråd (SMFR) 1967–1974 och professor (hjärnans ämnesomsättning) vid SMFR från 1974. Han var gästforskare vid Institute of Animal Physiology i Cambridge, Storbritannien, 1962–1963, föreståndare för E-blockets forskningsavdelning på Lunds lasarett och innehade redaktörsuppdrag för ett flertal internationella tidskrifter. Han författade skrifter i ämnet experimentell hjärnforskning.
Bo Siesjö är gravsatt på Norra kyrkogården i Lund.